# 有栖川みや美
有栖川 みや美 （ありすがわ みやび）は、日本の声優。女性。広島県出身。主にアダルトゲームに声をあてている。

## 来歴
小さい頃からアニメやNHKの人形劇を見ていて、キャラクター達が本当にしゃべっていると思っていたが、母親から「声は別に人がいてしゃべっているんだよ」と教えられて“声優”の存在を知る。高校時代は放送部で（学校に演劇部が無かったため）芝居経験は無かったが、声優になりたいと思って上京し、東京の専門学校へ通う。専門学校は全てが新鮮で楽しかったが、声優になってからの方が勉強しなければならないことが多く大変だったという。
声優となって2年ほど経った頃、悩んで仕事を辞めたくなって実家に帰ったが、帰る前にオーディションを受けていた『Sugar+Spice!』の春瀬歌役が決まり、デビュー作となった（ただし、作品の発売は同年の出演作よりも後）。ちょうど傷心旅行で嵐山へ行く途中で、事務所から連絡を受けたのが有栖川駅だったため、これも何かの縁と、現在の芸名をそこから名付けた。
2016年12月、予定されていた『桜花裁き』の「早乙女 恵」役を体調不良のため降板した。 引き続いて2017年1月、収録予定だった『想いを捧げる乙女のメロディー』の「秋月 瑞穂」役を降板。その後も『姫様LOVEライフ! -もーっと! イチャイチャ☆ぱらだいす!』にて、本編で有栖川が担当した役を後任が引き継ぐなどの事態になった。
2017年3月28日、有栖川は本人のTwitterで「今まで自分が当たり前のように出来ていたことが出来ないかもしれない。そのことでこれからも辛いことがあるかもしれない。でも、それでも私はもう一度このお仕事がやりたいと思いました。」とのコメントを発表。声優業続行の決意を示した。
同年9月28日には「最近はちょっとずつ、色んな作品に関わらせて頂いてます。たくさんの方々に支えて頂きながら、こうしてお仕事出来ることに日々感謝と喜びいっぱいです。」と、近況を報告している。

## 人物・エピソード
- 『るろうに剣心』が好きで、そこから歴史や武将が好きになった[2]。武将では伊達政宗・石田三成・真田幸村の3人が特に好きで、「基本負ける方が好きなんです」と語っている[2]。
- 初めてプレイした美少女ゲームは『きゃんでぃそふと』の『姉、ちゃんとしようよっ!2』[9]。
- フェラチオシーンの収録では指を使用するが、その際に（指を）噛んでしまい、生傷が絶えないという[9]。
- ガンプラ（特に新機動戦記ガンダムW）が好きで、Twitterでつぶやいている。
- 腐女子であることを公言している[10]。
- 日本と韓国で開催された2002 FIFAワールドカップで、デビッド・ベッカムとフランチェスコ・トッティのビジュアルを見てサッカーに興味を持つ。その後2010 FIFAワールドカップで、スペインのセルヒオ・ラモスやダビド・シルバに惚れ、それから本格的にサッカーファンになったという[11]。

## 出演
※ 太字は主役もしくはヒロイン

### アダルトゲーム

#### 2007年
- 絶対幸せ宣言っ!（立川 千夏）
- Sugar+Spice!（春瀬 歌）
- タイムリープ（さくら）

#### 2008年
- ニセ教師〜性活指導ADV〜（日渡 奈央）
- はぴほす! 〜お世話されます入院生活〜（籠原 明日香）
- Sugar+Spice! Party☆Party（春瀬 歌）
- 彼女×彼女×彼女 〜三姉妹とのドキドキ共同生活〜（織節 秋奈）
- るいは智を呼ぶ（皆元 るい）
- あるすまぐな! -ARS:MAGNA-（水沢 のえる）
- コンチェルトノート（神無月 朱美）
- むすめーかー（みかん）
- 真・恋姫†無双 〜乙女繚乱☆三国志演義〜（トラ）
- メリ☆クリ 〜10年ぶりのホワイトクリスマス〜 （征夜 ましろ）

#### 2009年
- Like a Butler（弓野 奏）
- 彼女×彼女×彼女 ドキドキ フルスロットル!（織節 秋奈）
- BALDR SKY Dive1 ”Lost Memory” （ノイ）
- はらみこ （神坂 由宇）
- 花と乙女に祝福を（鹿島 志鶴）
- ボクの貞操を奪わないでっ!!（柏原 由宇）
- きっと、澄みわたる朝色よりも、（夢乃 蘭）
- 神楽道中記（龍宮 小夜）
- 77 〜And, two stars meet again〜（風舞 さくら）
- 真剣で私に恋しなさい!!（矢場弓子)
- タイムリープぱらだいす（さくら）
- 恋文ロマンチカ（吉野 そよ、駒子）
- Signal Heart（天海 弥生）
- RIN×SEN 〜白濁女教師と野郎ども〜（蛯原 うらら）
- Nega0（夢埜 れいこ）
- とらぶる@ヴァンパイア! 〜あの娘は俺のご主人さま〜（本条 小巻）
- BALDR SKY Dive2 "RECORDARE" （ノイ）
- しろくまベルスターズ♪（月守 りりか）　※ 鷹月さくらが体調不良で降板になったため、有栖川に変更された。
- いちゃぷり! 〜お嬢さまとイチャラブえっちな毎日〜（神楽坂 椿姫）
- 絶対★魔王 〜ボクの胸キュン学園サーガ〜（セシリー・ブルムクヴィスト）
- Signal Heart ぷらす（佐和田 椎菜）
- Piaキャロットへようこそ!!4（滝川 ゆな）
- Dies irae 〜Acta est Fabula〜（ヘルガ・エーレンブルグ）
- 幻月のパンドオラ（相坂詩乃鈴）

#### 2010年
- 神楽学園記（龍宮 小夜）
- 花と乙女に祝福を ロイヤルブーケ（鹿島 志鶴）
- 魔界天使ジブリール4（綾小路 葵）
- ねこ☆こい! 〜猫神さまとネコミミのたたり〜（遠野 さやか）
- 置き場がない!（磯崎 恋歌）
- エヴォリミット（ココロ）
- きゃん☆フェス! 〜いたずら魔女とナイショの学園祭〜（藍草 茉莉）
- 天の光は恋の星（姫川 若葉）
- Soranica Ele（ゼノビア・A・A・アクセルロッド）
- 黄昏のシンセミア（稲垣 美里）
- 真・恋姫†無双 〜萌将伝〜（トラ）
- Sugar+Spice2（春瀬 祭、春瀬 歌）
- ふぇいばりっと Sweet!（日野 陽子）
- るいは智を呼ぶファンディスク ―明日のむこうに視える風―（皆元 るい）
- 俺サマのラグナRock（スルト）
- 失われた未来を求めて（佐々木佳織）

#### 2011年
- Vermilion -Bind of Blood-（ケイトリン・ワインハウス）
- 神咒神威神楽（凶月 咲耶）[12]
- 種憑け村 〜白濁神、念仏講ノ儀〜（折原 奈々子）
- 恋ではなく―― It's not love, but so where near.（屋野 好佳）
- 極道の花嫁（若山 登美）
- 黙って私のムコになれ! （崇城 遙）
- スイートロビンガール（プリムローズ・スプリングヴェール）
- シキガミ（火車）
- 雪鬼屋温泉記（クマン）
- SuGirly Wish（百合姫 愛）
- 妹スタイル（苺花）
- Lunaris Filia 〜キスと契約と真紅の瞳〜（水無瀬 紫）
- イヅナ斬審剣（姫川 志乃蕪）
- すきま桜とうその都会（橘 花珠）[13]
- 揺り籠より天使まで（エキノ＝ジェール・アリア）[14]
- 二刀追うものは一刀も得ず（村正）[15]
- やや置き場がない!（磯崎 恋歌）[16]
- せきさば!（花御堂 瑠華）[17]
- HOTEL.（サラ・コルトレーン）[18]

#### 2012年
- 真剣で私に恋しなさい!S（矢場 弓子）[19]
- かみのゆ（一番合戦 乙女）[20]
- ふたあねHs〜若葉とあやめのLOVEエロ物語〜（高千穂 若葉）[21]
- 乙女が紡ぐ恋のキャンバス（獅子堂・千晴・フラムスティード）[22]
- アステリズム -Astraythem-（加々見 音々）[23]
- 学☆王 -THE ROYAL SEVEN STARS-（岩井 エリカ）[24]
- ‘&’ - 空の向こうで咲きますように -（古河 櫛寧）[25]
- ずっとつくしてあげるの!（八木原 七海）[26]
- 恋めくりクローバー（小日向 結花）[27]
- この大空に、翼をひろげて（風戸 依瑠）[28]
- 英雄*戦姫（ネロ）[29]
- 創刻のアテリアル（大天使メヒーシャ）[30]
- 神がかりクロスハート!（七咲 杏子）[31]
- -atled-everlasting song（カエラ）[32]
- SINCLIENT（マザー）[33]
- 竜翼のメロディア -Diva with the blessed dragonol-（シルフィ・ライネルト）[34]
- 祝福の鐘の音は、桜色の風と共に。（青野 七歌）[35]
- あなたの事を好きと言わせて（秋川 清華）[36]
- 黄昏の先にのぽる明日 -あっぷりけFanDisc-（神無月 朱美[37]、稲垣 美里[38]）

#### 2013年
- しろのぴかぴかお星さま（吾妻 愛鈴）[39]
- この大空に、翼をひろげて FRIGHT DIARY（風戸 依瑠）[40]
- 木洩れ陽のノスタルジーカ（カヤ＝フリューリング）[41]
- LOVESICK PUPPIES（車折 葵）[42]
- ミライセカイのプラネッタ（武藤 碧）[43]
- ゆめいろアルエット!（月代 柚姫）[44]
- ラブらブライド（小見川 仁実）[45]
- お嬢様はご機嫌ナナメ（一峰 透夏）[46]
- レミニセンス（佐々野 円）[47]
- ChuSingura46+1 -忠臣蔵46+1-（大石 内蔵助）[48]
- BRAVA!!（南澤 かおり、男の子）
- 恋めくりクローバー ミニファンディスク（小日向 結花）
- なつくもゆるる（狭霧 紫穂）[49]
- グリムガーデンの少女-witch in gleamgarden-（和泉 桜子）[50]
- 戦刃乙女-マキナに宿りし心が願うは…-（日向 あかね）[51]
- yes, your highness（鈴蘭）[52]
- PriministAr -プライミニスター-（継花 三澄）[53]
- 妹スパイラル（妹尾 凛火）[54]
- ノブレスオブルージュ（アルマ・ジャンヌ・デュ・プレシー・ド・リシュリュー）[55]
- Electro Arms -Realize Digital Dimension-（久我山 ももな）[56]
- 桜舞う乙女のロンド（江利原 美月）[57]
- 未来戦姫スレイブニル（月乃・ユーガッタ・ファメル13世）[58]
- 我が家のヒメガミさまっ!（ナツ）[59]
- 戦国†恋姫〜乙女絢爛☆戦国絵巻〜（榊原 歌夜 康政）[60]

#### 2014年
- 恋式マニュアル（一ノ瀬 姫乃）[61]
- 恋する気持ちの花言葉（八重樫 椿）[62]
- バカ燃えハートに愛をこめて!（海老原 ほのか）[63]
- 英雄*戦姫GOLD（ネロ）[64]
- Clover Day's
- 空飛ぶ羊と真夏の花 -When girls wish upon a star.-（藤ヶ崎 芽愛）[65]
- 夏恋ハイプレッシャー（瀬戸崎 夕真）[66]
- Golden Marriage（春日野 紫子）[67]
- 放課後の不適格者（末永 晴香）[68][69]
- レミニセンス Re：Collect（佐々野 まどか）[70]
- ひとりのクオリア（早房 花梨）[71]
- 星織ユメミライ（雪村 透子）[72]
- メルトピア（ヘンゼル・クラム）[73]
- この大空に、翼をひろげて SNOW PRESENTS（風戸 依瑠） ※ドラマCD、サウンドトラック（歌）のみ
- サツコイ〜悠久なる恋の歌〜（新田 瑠璃）[74]
- ひまわり!! -あなただけを見つめてる-（等々力 慧）[75]
- あの晴れわたる空より高く（絆）[76]
- 南十字星恋歌（砥部 れな）[77]
- 乙女が奏でる恋のアリア（天承院 千影）[78]
- ChuSingura 46+1 -忠臣蔵 46+1- 武士の鼓動 (A samurai's beat)（大石 内蔵助）[79]
- 残念な俺達の青春事情。（橋本 匠）[80]

#### 2015年
- ハルキス（八住 伊月）[81]
- シルヴァリオ ヴェンデッタ（イヴ・アガペー）[82]
- 花の野に咲くうたかたの（桜花）[83]
- Golden Marriage -Jewel Days-（春日野 紫子）[84]
- 神のラプソディ（リーシェ）[85]
- あやかしコントラクト（マーヤ）[86]
- 乙女が奏でる恋のアリア 君に捧げるアンコール（天承院 千影）[87]
- エッチでヘンタイ!ヤキモチお嬢様!!（錦戸 千尋）[88]
- 姫様LOVEライフ!（ルリア・フォンディーナ）[89]
- 剣聖機 アルファライド（レティオラ）[90]
- こころリスタ!（メルセデス・ハポン・ウレニャ）[91]
- 私が好きなら「好き」って言って!（リンカ）[92]
- 恋する気持ちのかさねかた（鳴海 朱子）[93]
- 僕はキミだけを見つめる（真名瀬 莉亞）[94]
- ハルウソ-Passing Memories-（エリス・F・カートレット）[95]

#### 2016年
- 乙女が彩る恋のエッセンス（氷堂 芹香、鹿島 志鶴）[96]
- ナツウソ -Ahead of the reminiscence-（エリス・フォール・カートレット）[97]
- 珊海王の円環[98]
- 戦国†恋姫X〜乙女絢爛☆戦国絵巻〜（榊原 歌夜 康政）[99]
- あなたをオトコにしてあげる!（ペトレアミトラ）[100]
- そして初恋が妹になる
- Clover Day's Plus
- ウィザーズコンプレックス（天王洲 紫）[101]
- 恋する気持ちのかさねかた 〜かさねた想いをずっと〜（鳴海 朱子）[102]
- アリスティア・リメイン（カレン・マクダウェル）[103]
- ユウワク スクランブル（星見 夕姫）[104]
- アキウソ -The only neat thing to do-（エリス・フォール・カートレット）[105]
- 乙女が彩る恋のエッセンス 〜笑顔で織りなす未来〜（氷堂 芹香）[106]
- あきゆめくくる（伊橋 歩）

#### 2017年
- 緋のない所に烟は立たない -緋修離と一蓮托生の女たち-（日守 日薙）
- セルフレ
- フユウソ -Snow World End-（エリス・フォール・カートレット）[107]
- お家に帰るまでがましまろです
- ウブな処女のエッチなお願い（白砂天梨）
- 想いを捧げる乙女のメロディー 〜あふれる想いを調べにのせて〜（香奈枝）
  - 想いを捧げる乙女のメロディー（香奈枝）※本編同梱版、および音声追加パッチで出演
- 幕末尽忠報国烈士伝 -MIBURO-（伊東甲子太郎、三条実美）[108]

#### 2018年
- 恋はそっと咲く花のように（皇木 由乃）
- 真・恋姫†無双 -革命- 孫呉の血脈（トラ）

#### 2019年
- 恋はそっと咲く花のように 〜二人は永遠に寄り添っていく〜（皇木 由乃）
- 真・恋姫†無双 -革命- 劉旗の大望（トラ）

#### 2021年
- 源平繚乱絵巻 -GIKEI-（丹後局）

#### 2023年
- 真・恋姫†英雄譚 5 ～乙女耀乱☆三国志演義［魏］～（トラ）
- 戦国†恋姫EX参～毛利家の絆編～（榊原 歌夜 康政）[109]

### コンシューマーゲーム
- 77 〜beyond the Milky Way〜（風舞 さくら）[110]
- しろくまベルスターズ♪ハッピーホリデーズ!（月守 りりか）[111]
- シュガーリィ ウィッシュ -Limited-（姫百合 愛）[112]
- るいは智を呼ぶ（皆元 るい）[113]
- ‘&’ - 空の向こうで咲きますように -（古河 櫛寧）[114]
- この大空に、翼をひろげて CRUISE SIGN（風戸 依瑠）[115]

### オンライン/ソーシャルゲーム
- Lord of Walkure（ゾラ、ハルナ、パメラ）[116]
- 真説三国志おねぇ☆うぉーず♂（おねぇ（ナビゲーター））[117] ※サービス終了
- 天頂-TEPPEN（八瀬 こころ）[116]

- X-Overd（アリア）[116]

### アダルトアニメ

#### 2009年
- 彼女×彼女×彼女 〜三姉妹とのドキドキ共同生活〜（織節 秋奈）[118]

#### 2012年
- ピスはめ!（小田 かえで）

#### 2015年
- ヴィクトリアメイド マリアの奉仕（マリア）

### インターネットラジオ
- AXLラジオ「Like a Butler」〜高額院放送部〜(音泉 2009年2月6日 - 2009年5月8日 第0回 - 12回)
- 「置き場がない！」ラジオ！ 予算がないラジヲ。〜略してよ・さ・ら・じ♪〜(AKABEiSOFT2 2010年3月3日 - 2010年5月27日 第0回 - 10回)
- くろ★らじ（Radio Peach 2011年8月17日 - 2012年1月18日）
- 祝福の鐘の音は、桜色の風と共にラジオ　略して祝桜らじお (音泉 2012年8月1日 - 11月21日)

### ゲーム誌付録
- PUSH!! RADIO 女神のDOKIDOKI☆トーク（月刊PUSH!! 2011年1月号 - 12月号）

### CD
- 77ドラマCD『天稜国際学園最後の日？』（風舞 さくら）[119]
- 「いぐぅ2 〜マジ最低! こんなの聞いてアヘ顔ダブルピースなんて、本当にどうしようもない最低の屑ね!〜」※同人
- るいは智を呼ぶ ドラマCD-眠れぬ森のいばら姫-（皆元 るい）[120]
- ドラマCD ‘＆’-空の向こうで咲きますように-幻の堀出夏祭り（古河 櫛寧）[121]
- ラジオCD「祝福の鐘の音は、桜色の風と共にラジオ 略して祝桜らじお」
- シチュエーションCD「耳かきオトコの娘」※『おと☆娘』Vol.5付録

### 歌
- ネガティブゼロ・パラダイス（『Nega0』主題歌）
- Blue flame（『Nega0』主題歌 (2ndOP)）
- Winter Bells♪ 合唱バージョン（『しろくまベルスターズ♪』グランドエンディングテーマ）
  - 歌：しろくまベルスターズ[メンバー 1]
- We Wish You a Merry Christmas（『スイートロビンガール オリジナルサウンドトラック』収録曲）
  - 歌：フィオナ（クボタハルカ）＆エレン（真宮ゆず）＆メグ（雪都さお梨）＆プリス
- shining star（『お嬢様はご機嫌ナナメ』挿入歌）
  - 歌：ときめき純情乙女（響木音羽（青葉りんご）、一峰透夏）
- 妹！絶対SAY☆理論（『妹スパイラル』オープニングテーマ）
  - 歌：妹尾睦土美（藤森ゆき奈）、妹尾凛火、妹尾霞空（来海ぼたん）、妹尾水那（遠野そよぎ）、妹尾千風悠（成瀬未亜）
- Perfect sky 合唱Ver
  - 歌：羽々音小鳥（星咲イリア）、姫城あげは（萌花ちょこ）、望月天音（五行なずな）、風戸亜紗（雪都さお梨）、風戸依瑠

## その他
- みやみやびんコラム（Getchu.com：2012年5月2日 - 2013年4月17日）
- ヒマリッチ！みや美っち♪（Getchu.com：2013年5月15日 - 2015年3月18日）

### ユニットメンバー
1. ↑  星名ななみ（羽鳥空）、月守りりか（有栖川みや美）、柊ノ木硯（七原ことみ）、鰐口きらら（榊るな）